# Discontrol
Discontrol är ett svenskt kängpunk-band från Ockelbo som existerade mellan 1994 och 1999. 
Bandet har släppt 4 kassetter och en split 7" med bandet Demisor från Singapore.

## Medlemmar
- Filthy Tomas - Bas, Sång
- Evil Tobaksson - Gitarr
- Calle Retardo - Trummor
- Tideman - Sång (1996-97)
- Lasse - Bas (1995)
- Daniel Snitting - Gitarr (2006)

## Diskografi
- 1996 - Faces of Death (Kassett)
- 1997 - Scarred for life (Kassett)
- 1999 - Neanderthal crust the primitive way 7" split med Demisor.
- 1999 - 98-95 (Kassett, A.L.P tapes)
- 2000 - Neanderthal crust (Kassett, Putrid Nausea Productions)